# Смолинское (озеро)
Смолинское — озеро в Палкинской волости Палкинского района Псковской области.
Площадь — 1,3 км² (134,0 га; с 2 островами — 134,5 га). Максимальная глубина — 8,0 м, средняя глубина — 4,5 м. Площадь водосборного бассейна — 25,9 км². Высота над уровнем моря — 60,3 м.
На восточных берегах озера расположен посёлок Палкино.
Проточное. Относится к бассейну Великой, с которой соединяется рекой Смолинка.
Тип озера лещово-уклейный. Массовые виды рыб: щука, плотва, окунь, лещ, уклея, ерш, густера, красноперка, карась, линь, налим, елец, язь, пескарь, вьюн, щиповка, карп; раки (единично).
Для озера характерны: отлогие и низкие берега, есть заболоченные участки; поля, огороды, луга; дно в центре — илистое, в литорали — песок, заиленный песок, ил, есть небольшие сплавины. Озеро подвержено значительному антропогенному загрязнению за счет стоков из рыбоводных прудов и посёлка Палкино.

## История
13 сентября 1502 года в ходе русско-ливонско-литовской войны 1500—1503 годов между войсками Русского государства под командованием воевод Даниила Щеня, Василия Васильевича Шуйского и псковского князя Ивана Ивановича Горбатого-Шуйского с одной стороны и войсками Ливонской конфедерации под командованием магистра Вальтера фон Плеттенберга произошло сражение у озера Смолина.